# Amy Cragg
Pour les articles homonymes, voir Cragg.
Amy Cragg, née Hastings le 21 janvier 1984, est une athlète américaine, spécialiste des courses de fond et du marathon.

## Carrière
Elle participe au 10 000 m lors des Jeux olympiques de 2012 et a terminé en onzième position. Elle a également participé aux Jeux olympiques d'été de 2016 où elle a terminé en neuvième position. Elle prend la troisième place de l'épreuve du marathon lors des championnats du monde d'athlétisme 2017.

## Vie privée
Elle est mariée depuis 2014 avec Alistair Cragg.